# Mīshīk
Mīshīk (persiska: میشیک, مِشيك, Meshīk, ميشيك) är en ort i Iran.   Den ligger i provinsen Västazarbaijan, i den nordvästra delen av landet, 600 km väster om huvudstaden Teheran. Mīshīk ligger 1 706 meter över havet och antalet invånare är 165.
Terrängen runt Mīshīk är lite bergig.Runt Mīshīk är det ganska tätbefolkat, med 185 invånare per kvadratkilometer. Närmaste större samhälle är Nūshīn Shar, 19,0 km sydost om Mīshīk. Trakten runt Mīshīk består i huvudsak av gräsmarker.